# خط ایندوس
خط ایندوس یا خط هاراپان یا خط سند یا خط هاراپا (انگلیسی: Indus script) مجموعه ای از نمادها است که توسط تمدن دره سند تولید شده‌است.

## شباهت خط ایندوس با الفبای فنیقی و حروف براهمی
در حفاری زیر آب در سایت «هاراپان متأخر» بت دوارکا، یک کتیبه هفت کاراکتری کشف شد که روی یک کوزه سفالی حک شده بود. قدمت این کتیبه توسط S.R Rao به قرن چهاردهم قبل از میلاد می‌رسد، زیرا این کتیبه مربوط به فرهنگ ظروف قرمز درخشان است. به گفته S.R Rao، چهار علامت از هفت علامت به ترتیب با الفبای فنیقی و حروف براهمی cha, ya, ja, pa یا sa شباهت دارند.

### ارتباط خط فنیقی با خط هاراپا
باستان‌شناس هندی «شیکاریپورا رانگاناتا رائو» ادعا کرد که خط سند را رمزگشایی کرده‌است. او آن را با الفبای فنیقی مقایسه کرد و بر اساس این مقایسه مقادیر صوتی را تعیین کرد. رمزگشایی او منجر به قرائت «سنسکریتی» می‌شود، از جمله اعداد aeka, dwi, tra, chatus, panta, happta/sapta, dasa, dvadasa, sata (1، ۲، ۳، ۴، ۵، ۷، ۱۰، ۱۲، ۱۰۰). او همچنین به تعدادی از شباهت‌های چشمگیر در شکل و فرم بین شخصیت‌های هاراپا متاخر و حروف فنیقی اشاره کرد و استدلال کرد که خط فنیقی از خط هاراپا تکامل یافته‌است، نه آن‌طور که نظریه کلاسیک از «خط پیش‌سینایی» نشان می‌دهد.